# Медицина катастроф
Медици́на катастро́ф — область медицины, задачей которой является организация оказания медицинской помощи (вплоть до специализированной) пострадавшим в чрезвычайных ситуациях (в условиях массового появления пострадавших или заболевших). В подобных условиях зачастую складывается ситуация «один врач — множество больных», в отличие от остальной медицины, где обычной является практика «один врач — один больной».

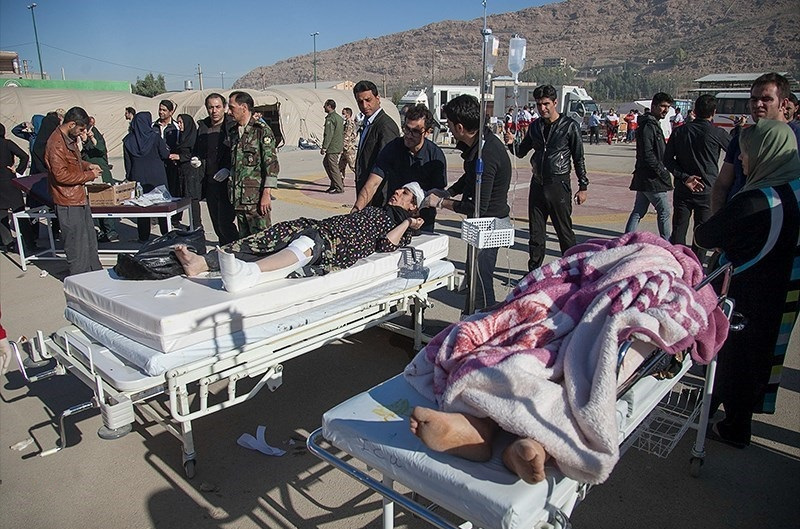
Помощь пострадавшим после землетрясения 2017 года в Иране

Чрезвыча́йная ситуа́ция — внезапно возникшее событие, в результате которого два или более человек погибли, либо три или больше человека пострадали/заболели и находятся в тяжёлом состоянии. Различают чрезвычайные ситуации локального (1—10 пострадавших), территориального (10—50 пострадавших), регионального (50—500 пострадавших), федерального (более 500 пострадавших) и международного уровня. Существует понятие «чрезвычайная ситуация в медицине» — положение, когда органы здравоохранения (различного уровня) не справляются на месте с наплывом пострадавших. 

## Виды поражений при катастрофах
- травмы
- ожоги
- отравления
- синдром длительного сдавливания
- лучевая болезнь
- инфекционные заболевания

## Задачи Службы медицины катастроф
Задачи Службы медицины катастроф:
- медицинская разведка в зоне чрезвычайной ситуации
- медицинская сортировка пострадавших,
- организация и оказание медицинской помощи пострадавшим,
- организация эвакуации и эвакуация пострадавших из зоны Черезвычайной ситуации;
- привлечение дополнительных медицинских сил и средств для помощи пострадавшим в случае необходимости,
- организация госпитализации пострадавших,
- руководство действиями медицинских формирований и учреждений, администрации населенных пунктов в зоне ЧС,
- медицинское обеспечение аварийно-спасательных работ: пожаротушения, работ по разминированию, работ по ликвидации радиационной, химической, биологической опасности, любых других видов аварийно-спасательных работ, связанных с риском для спасателей и гражданского населения (дежурство на месте проведения работ),
- медицинское обеспечение проведения общественно-политических, спортивных и других мероприятий, связанных с массовым сосредоточением людей (дежурство на месте проведения мероприятия),
- контроль за поддержанием готовности медицинских учреждений и формирований к работе в условиях ЧС,
- прогнозирование возникновения ЧС и планирование действий по ликвидации медицинских последствий ЧС,
- обучение сотрудников государственных экстренных служб методам оказания первой медицинской помощи, организация и регулярное проведение учений с сотрудниками экстренных служб по совместной ликвидации медицинских последствий ЧС,
- научная работа по совершенствованию методов оказания экстренной медицинской помощи в условиях ЧС (совместно с другими медицинскими и научными учреждениями).

## В России
Всероссийская служба медицины катастроф находится в подчинении Министерства здравоохранения Российской Федерации. В процессе деятельности обычно работает в тесном взаимодействии с аварийно-спасательными формированиями МЧС России.

### Структура службы медицины катастроф  в России
1. Центральный аэромобильный спасательный отряд «Центроспас» МЧС РФ — единственное формирование МЧС России, в состав которого официально входят врачи, оснащённое современным медицинским оборудованием и медикаментами. Данному формированию придан аэромобильный госпиталь. В составе других подразделений МЧС медиков нет[источник не указан 1195 дней]. На должность спасателя охотно принимаются люди с медицинским образованием, но они не экипируются медицинским оборудованием, медикаментами и не имеют лицензии на оказание медицинской помощи. «Центроспас» не относится непосредственно к Службе медицины катастроф, но принимает активное участие в оказании медицинской помощи пострадавшим при ЧС. Также существуют реанимационно-противошоковые группы (РПГ) в составе военизированных горноспасательных частей (ВГСЧ). В состав РПГ входит два врача-реаниматолога, с необходимым оборудованием, которые спускаются в шахту вместе с отделением горноспасателей для оказания помощи пострадавшим шахтерам. До 2011 года самостоятельные управления ВГСЧ были в ведении Минпромторга, Ростехнадзора и Минэнерго. В 2011 году все ВГСЧ переданы в подчинение МЧС. Это еще одно исключение из общего правила.
2. Головное учреждение СМК — Всероссийский центр медицины катастроф (ВЦМК) «Защита» МЗСР РФ. Основан в 1993 году. Занимается научной, учебной и организационной работой в области Медицины Катастроф, участвует и руководит при оказании помощи пострадавшим в ЧС федерального и международного уровня. В составе полевой многопрофильный госпиталь и отдел авиамедицинской эвакуации (санитарная авиация) — решает задачи, связанные с оказанием помощи и транспортировкой больных и пострадавших по воздуху на территории РФ и за рубежом. Участвует в различных гуманитарных операциях совместно с Пограничной службой ФСБ России и МЧС России. Часто медики полевого многопрофильного госпиталя работают на базе аэромобильного госпиталя отряда «Центроспас» МЧС России или же развёртывается совместный (сводный) госпиталь в районе ЧС. Возможно развертывание собственного госпиталя ВЦМК «Защита». Также авиамедицинская эвакуация пострадавших осуществляется авиатранспортом МЧС с использованием специальных авиаэвакомодулей, совместно разработанных специалистами МЧС и ВЦМК «Защита». Полевой многопрофильный госпиталь ВЦМК «Защита» был образован раньше госпиталя МЧС. Однако работа всегда велась совместно с подразделениями МЧС, госпиталь прикомандировывался к опергруппе МЧС, оставаясь в ведомственной принадлежности Минздрава РФ[источник не указан 1195 дней]. В ВЦМК «Защита» был создан Штаб ВСМК (Всероссийской службы медицины катастроф), который являлся штабом данного направления Минздрава РФ.
3. Территориальный центр медицины катастроф (ТЦМК) — учреждение областного подчинения. Занимается ликвидацией медицинских последствий ЧС локального, территориального и регионального уровня на территории соответствующей области. Региональный Центр Медицины Катастроф (РЦМК) — учреждение, аналогичное ТЦМК, в субъектах Российской Федерации, где нет деления на области (республика, автономный край и т. п.). В Москве — свой отдельный центр Медицины Катастроф — Научно-практический Центр Экстренной Медицинской Помощи (ЦЭМП).
4. Станции скорой и неотложной медицинской помощи в Службу медицины катастроф не входят, рассматриваются как резервные формирования СМК, но на СМП лежит большая часть догоспитальной медицинской помощи пострадавшим. Принимают самое активное участие в ликвидации медицинских последствий ЧС.
5. Федеральное медико-биологическое агентство (ФМБА) (в начале 1990-х годов носило название «Федеральное управление медико-биологических и экстремальных проблем», «ФУМБЭП» — термин иногда встречается в документах того периода и в литературе) — правопреемник 3-го Главного управления Минздрава СССР. ВЦМК «Защита» в своё время был организован в самостоятельное учреждение с прямым подчинением Минздраву, из двух подразделений ФМБА и многие медики из больниц и медсанчастей ФМБА работали по совместительству в ВЦМК «Защита»[источник не указан 1195 дней]. Занимается медицинским обеспечением предприятий атомной промышленности и энергетики, военно-промышленного комплекса, космической отрасли и других, а также «закрытых» населённых пунктов при засекреченных предприятиях, ликвидацией медицинских последствий ЧС на этих предприятиях и в населённых пунктах. Созданы мобильные госпитали и мобильные медицинские бригады. В отличие от центров медицины катастроф местного уровня (ТЦМК, РЦМК и т. п.), которые не подчиняются напрямую ВЦМК «Защита» (только в плане оперативной деятельности и сбора информации), а официально подчиняются местным органам здравоохранения, мобильные подразделения ФМБА входят в структуру федерального подчинения, независимую от местных властей. У ФМБА есть свои больницы и медсанчасти, куда имеется возможность госпитализировать пострадавших, чем достигается преемственность в лечении на различных этапах.